# بئر الحلو الوردية
بئر الحلو الوردية هي بلدة سورية تتبع إداريًا لمنطقة مركز الحسكة في محافظة الحسكة شمال شرق سوريا، وتُعد المركز الإداري لناحية بئر الحلو الوردية. تقع البلدة على جانبي الطريق الرئيسي بين القامشلي والحسكة، تبعد عن مدينة الحسكة مسافة تُقدّر بـ45 كيلومترًا باتجاه الشمال الشرقي.

## التسمية
تعود تسمية البلدة إلى وجود بئر ذات مياه عذبة في موقعها، كما أُضيف إليها اسم "الوردية" تمييزًا لها عن قرية أخرى تحمل اسم بئر الحلو العطشانة، وتقع "الوردية" كمزرعة مجاورة جنوب وادي يفصلها عن مركز البلدة. توسع مخططها التنظيمي لتشمل قريتي تل براك وأبو عرزالة.

## التاريخ
تأسست بئر الحلو الوردية في ثلاثينيات القرن العشرين، وفي عام 1980 حولت إلى مركز ناحية إدارية نظرًا لموقعها المركزي في المنطقة. غالبية السكان في البلدة والناحية من عشائر الصبح والفنوش والشويشات والبو خطاب من قبيلة الجبور وغيرهم.  

## الاقتصاد
تُعد البلدة مركزًا لمنطقة زراعية تُنتج المحاصيل الزراعية كالقمح والشعير والخضار والقطن، كما يُمارس سكانها تربية الأغنام ويعمل بعضهم بالوظائف. 